# The Harder They Fall (film, 2021)
Pour les articles homonymes, voir The Harder They Fall.
Pour plus de détails, voir Fiche technique et Distribution.
The Harder They Fall est un film américain réalisé par Jeymes Samuel et sorti en 2021 sur Netflix. Il raconte l'histoire de Nat Love, un esclave afro-américain devenu un cow-boy légendaire du Far West.

## Synopsis
Nat Love rassemble son ancien gang pour se venger des meurtriers de ses parents et de son ennemi juré, Rufus Buck.

## Fiche technique
Sauf indication contraire, les informations mentionnées dans cette section peuvent être confirmées par la base de données cinématographiques IMDb,  présente dans la section « Liens externes ».
- Titre original : The Harder They Fall
- Réalisation : Jeymes Samuel
- Scénario : Jeymes Samuel et Boaz Yakin
- Direction artistique : Matthew Gatlin et Gregory S. Hooper
- Décors : Martin Whist
- Costumes : Antoinette Messam
- Photographie : Mihai Mălaimare Jr.
- Montage : Tom Eagles
- Musique : Jeymes Samuel
- Production : Lawrence Bender, Jay-Z, James Lassiter et Jeymes Samuel

Producteur délégué : G. Mac Brown
- Société de production : Overbrook Entertainment, Netflix
- Société de distribution : Netflix
- Budget : n/a
- Pays d'origine :  États-Unis
- Langue originale : anglais
- Format : couleur
- Genre : western, historique, biopic
- Durée : 136 minutes
- Dates de sortie[1] :
  - Royaume-Uni : 6 octobre 2021 (festival du film de Londres)
  - États-Unis : 22 octobre 2021 (sortie limitée en salles)
  - France : 11 décembre 2021 (projection exceptionnelle à Lyon)
  - Monde : 3 novembre 2021 (Netflix)

## Distribution
- Jonathan Majors (VF : Jean-Baptiste Anoumon) : Nat Love
- Idris Elba (VF : Frantz Confiac) : Rufus Buck
- Zazie Beetz (VF : Fily Keita) : Mary Fields alias « Stagecoach Mary »
- Regina King (VF : Virginie Emane) : Trudy Smith
- Delroy Lindo (VF : Saïd Amadis) : le marshall Bass Reeves
- Lakeith Stanfield (VF : Eilias Changuel) : Crawford Goldsby alias « Cherokee Bill »
- RJ Cyler (VF : Diouc Koma) : James Beckwourth
- Danielle Deadwyler (VF : Amélia Ewu) : Cuffe
- Edi Gathegi (VF : Alex Fondja) : Bill Pickett
- Deon Cole (VF : Daniel Lobé) : Wiley Escoe
- Woody McClain : Clyde Grimes
- Julio Cedillo (VF : Enrique Carballido) : Jesus Cortez
- Dylan Kenin (VF : Alexis Victor) : le général Abbott
- Damon Wayans Jr. (VF : Mohamed Sanou) : Monroe Grimes
- DeWanda Wise : Eleanor Love
- Michael Beach (VF : Thierry Desroses) : Théodore Love, le père de Nat

## Production
En juillet 2019, il est annoncé que Jonathan Majors va tenir le rôle principal d'un film écrit par le musicien Jeymes Samuel (connu sous le nom de The Bullitts) et dont il sera également le réalisateur. Il s'agit de son premier long métrage. Idris Elba rejoint le film en novembre 2019. Le rappeur Jay-Z participe quant à lui à la production du film et est annoncé  sur la bande originale. En septembre 2020, Zazie Beetz, Lakeith Stanfield, Delroy Lindo et Regina King rejoignent la distribution.
Initialement prévu pour mars 2020 à Santa Fe au Nouveau-Mexique, le tournage est reporté en raison de la pandémie de Covid-19,. Ce report entraine le départ de l'actrice Cynthia Erivo, prise par d'autres engagements. Les prises de vues débutent finalement en septembre 2020,.
Le tournage est stoppé mi-octobre alors qu'un membre de l'équipe est testé positif. Il s'achève finalement mi-janvier 2021.

## Bande originale
La bande originale est produite par le réalisateur du film, Jeymes Samuel, et par Jay-Z. Il contient certaines chansons présentes dans le film et d'autres de divers artistes. L'album est publié en octobre 2021. Le frère du réalisateur, Seal, participe notamment à la bande originale.
Liste des titres
1. Lightnin’ With The Blam Blams (Skit) – Edi Gathegi & RJ Cyler (0:14)
2. The Harder They Fall – Koffee (2:48)
3. Guns Go Bang – Kid Cudi & Jay-Z (3:26)
4. Better Than Gold – Barrington Levy (5:53)
5. Black Woman – Fatoumata Diawara & Lauryn Hill (3:58)
6. Wednesday's Child – Alice Smith (2:39)
7. Blackskin Mile – Cee Lo Green (4:10)
8. Ain't No Better Love – Seal (4:45)
9. We Ain't No Nincompoop (Skit) – Lakeith Stanfield & Regina King (0:17)
10. King Kong Riddim – Jay-Z, Jadakiss, Conway The Machine & BackRoad Gee (3:34)
11. We Go Harder – Laura Mvula & Mayra Andrade (2:54)
12. Is The Devil Dead? (Skit) – Zazie Beetz & Jonathan Majors (0:09)
13. No Turning Around – Jeymes Samuel (1:55)
14. Three And Thirty Years – Pretty Yende (3:51)

## Sortie et accueil

### Dates de sortie
Le film est présenté en avant-première au festival du film de Londres le 6 octobre 2021. Il connait ensuite une sortie limitée dans quelques salles américaines le 22 octobre, avant sa diffusion mondiale sur Netflix le 3 novembre.

### Critique
Le film reçoit des critiques plutôt positives. Sur l'agrégateur américain Rotten Tomatoes, il récolte 87% d'opinions favorables pour 95 critiques et une note moyenne de 7,5⁄10. Le site établit un consensus résumant les critiques compilées : « Ce n'est pas aussi audacieux et intrépide que ses personnages, mais The Harder They Fall remplit son modèle bien usé avec style, énergie et une distribution fantastique ». Sur Metacritic, il obtient une note moyenne de 71⁄100 pour 30 critiques.